# Por siempre Beatles
Por siempre Beatles es un álbum compilatorio de The Beatles lanzado originalmente en España, y posteriormente publicado en otros países como Argentina, Colombia, Ecuador, Nicaragua, Uruguay y Venezuela a partir de 1972.  El álbum apareció en todos estos países —excepto en Nicaragua, que lo hizo en Apple Records— bajo el sello Odeon, subsidiario de EMI Records, con sonido monoaural o, en el caso particular, con sonido estereofónico.
También fue editado en Brasil en 1972 con el título de Beatles Forever, igualmente por Odeon, aunque conservando la etiqueta oficial de Apple Records, y publicado tanto en mono (para uso promocional) como en estéreo.

## Historia
El contenido del álbum reúne canciones que no habían sido lanzadas en LPs argentinos hasta ese momento, siguiendo la misma línea del álbum "Los Beatles", lanzado en 1965 por Odeon.
El álbum es recordado por incluir dos lados B de sendos sencillos, "The Inner Light" (que era el lado B de "Lady Madonna"), y "I'm Down" (lado B de "Help!"), ninguno de los cuales estaba disponible en álbumes británicos o americanos de The Beatles hasta finales de los años 70. Tanto "The Inner Light" como "I'm Down", junto a "You Know My Name (Look Up the Number)" (lado B de la canción "Let It Be"), representaron las únicas canciones de The Beatles en no aparecer en un álbum americano del grupo en los años sesenta o a principios de los años setenta.
A causa de contener la canción "I'm Down" y la composición original de George Harrison "The Inner Light", Por siempre Beatles fue, durante la mayor parte de los años setenta, un álbum sumamente buscado entre los coleccionistas de discos de The Beatles. Con "I'm Down" incluido en el álbum compilatorio de 1976 Rock 'n' Roll Music, y "The Inner Light" en el compilatorio Rarities, (este disco formando parte primeramente del box set The Beatles Collection, en 1978, y luego publicado como un álbum británico separado en 1979), Por siempre Beatles fue perdiendo paulatinamente interés entre los coleccionistas de discos del grupo. Asimismo, "You Know My Name (Look Up the Number)" fue también incluido en Rarities.
Ninguna de las doce canciones contenidas en Por siempre Beatles habían aparecido previamente en un álbum de estudio oficial británico de los Beatles, aunque los temas "Day Tripper" y "We Can Work It Out" sí habían sido incluidos en el álbum de compilación británico A Collection of Beatles Oldies, de 1966, mientras que "The Fool on the Hill", "Strawberry Fields Forever", "Your Mother Should Know", "Penny Lane", "Baby You're a Rich Man", y "Blue Jay Way" aparecieron en el álbum americano Magical Mystery Tour, disco este último, que estaba extensamente disponible como de importación en Gran Bretaña antes de su publicación final en el Reino Unido en 1976. "I Call Your Name" y "Yes It Is" sólo fueron lanzados en álbumes americanos en los años sesenta (The Beatles' Second Album y Beatles VI, respectivamente).

## Lista de canciones
Todas las canciones escritas y compuestas por Lennon y McCartney, excepto donde está indicado. 
| Cara A |                             |                     |          |  |
| N.º    | Título                      | Vocalista principal | Duración |  |
| 1.     | «Day Tripper»               | Lennon y McCartney  | 2:53     |  |
| 2.     | «Yes It Is»                 | Lennon              | 2:42     |  |
| 3.     | «I'm Down»                  | McCartney           | 2:35     |  |
| 4.     | «The Fool on the Hill»      | McCartney           | 2:54     |  |
| 5.     | «Strawberry Fields Forever» | Lennon              | 4:00     |  |
| 6.     | «We Can Work It Out»        | McCartney           | 2:14     |  |
| 17:18  |                             |                     |          |  |

| Cara B |                              |                     |          |  |
| N.º    | Título                       | Vocalista principal | Duración |  |
| 1.     | «Your Mother Should Know»    | McCartney           | 2:24     |  |
| 2.     | «Penny Lane»                 | McCartney           | 2:54     |  |
| 3.     | «Baby, You're a Rich Man»    | Lennon              | 2:55     |  |
| 4.     | «I Call Your Name»           | Lennon              | 2:09     |  |
| 5.     | «The Inner Light» (Harrison) | Harrison            | 2:35     |  |
| 6.     | «Blue Jay Way» (Harrison)    | Harrison            | 3:46     |  |
| 16:43  |                              |                     |          |  |